# Erika Nagel (Prähistorikerin)
Erika Nagel (* 31. Dezember 1943 in Ludwigslust als Erika Beltz; † 24. Juli 1999 in Schwerin) war eine deutsche Prähistorikerin.

## Leben
Erika Beltz wurde 1943 als achtes von elf Kindern einer Bauernfamilie in Ludwigslust geboren. Ihr Großvater väterlicherseits war der Prähistoriker Robert Beltz. Nach dem Abitur arbeitete sie zwei Jahre als Praktikantin bei Ewald Schuldt am Museum für Ur- und Frühgeschichte in Schwerin. Anschließend begann sie 1964 ein Studium der Ur- und Frühgeschichte, das sie 1968 mit der Diplomarbeit Zum Problem der Südausdehnung der mecklenburgischen Einzelgrabkultur zwischen Elbe und Oder unter besonderer Berücksichtigung der Keramikfunde. erfolgreich abschloss. Danach kehrte sie ans Museum nach Schwerin zurück, wo sie als Bibliotheksverwalterin und Redakteurin tätig war. In den 1960er bis 1980er Jahren leitete sie zahlreiche Ausgrabungen an jungsteinzeitlichen Großsteingräbern und Siedlungen. 1971 heiratete Beltz den Geologen Detlev Nagel. 1984 promovierte sie zum Thema Die Erscheinungen der Kugelamphorenkultur im Norden der DDR. Nach 1990 arbeitete sie am neu gegründeten Landesamt für Bodendenkmalpflege als Redakteurin. Seit seiner Wiederbegründung 1991 war sie Mitglied im Verein für Mecklenburgische Geschichte und Altertumskunde e. V., 2. Stellvertretende Vorsitzende seit 1994 und Redakteurin der Mecklenburgischen Jahrbücher. Erika Nagel starb am 24. Juli 1999 nach langer Krankheit.

## Schriften
- Zum Problem der Südausdehnung der mecklenburgischen Einzelgrabkultur zwischen Elbe und Oder unter besonderer Berücksichtigung der Keramikfunde. 1968
- Die Erscheinungen der Kugelamphorenkultur im Norden der DDR. 1985